# Il baco del millennio
Il baco del millennio è stata una trasmissione radiofonica ideata da Piero Dorfles, andata in onda su Radiouno Rai dal 27 settembre 1999 al 29 giugno 2007. La trasmissione, contenitore culturale in diretta, ha avuto una durata variabile, di almeno un'ora e mezzo, tra le 10.00 e le 12.00 dal lunedì al venerdì. Costituiva uno spazio di indagine, riflessione e ricerca su temi di attualità, e in generale sui fenomeni sociali e culturali del nostro tempo. Tra i filoni prescelti, i problemi e le potenzialità delle migrazioni, la formazione, il lavoro, la comunicazione, il cinema, il nostro rapporto con il patrimonio culturale e naturalistico, oltre ad argomenti più squisitamente culturali come la produzione artistica o letteraria.
La formula generalmente adottata prevedeva l'individuazione di un tema per la settimana che veniva poi declinato in modi diversi di giorno in giorno, con turni di conduzione settimanali. Oltre agli esperti, legati non esclusivamente alle diverse discipline della cultura ma scelti spesso anche nel mondo imprenditoriale, sindacale, giuridico, scientifico, la trasmissione dava spazio agli ascoltatori con interventi in diretta. Il baco del millennio ha ospitato diverse rubriche tematiche, come Un libro per cominciare (per incoraggiare la lettura), Tramate con noi (per segnalare inediti), Tutti delatori (per denunciare errori e orrori culturali e scempi nel paesaggio, in onda anche in TV all'interno della trasmissione Bell'Italia).
Il Baco ha avuto anche la funzione di palestra formativa per oltre una ventina di giornalisti del Giornale Radio delle diverse redazioni tematiche, coinvolti nei turni di conduzione. Ad ognuno di loro era data la possibilità di mettere in gioco le proprie competenze e la propria personalità partecipando a un lavoro collettivo, secondo un format ben organizzato e nel tempo dimostratosi vincente, anche in termini di ascolti.
La decisione del direttore di Radio 1 e dei Giornali Radio Rai Antonio Caprarica di cancellare nel settembre 2007 la storica trasmissione suscitò una vigorosa protesta da parte di numerosi intellettuali italiani. Tra i firmatari dell'appello Salviamo il Baco, Andrea Camilleri, Dacia Maraini, Nicola Piovani, Tiziano Scarpa, Salvatore Settis. La vicenda trovò spazio sulla stampa nazionale con articoli fra l'altro sul Corriere della sera, La Stampa (a firma di Giovanni De Luna), Il Manifesto, Left. Una lettera ai dirigenti della Rai per il ripristino della trasmissione fu successivamente prodotta da figure quali Antonio Paolucci, Moni Ovadia, Nicola Tranfaglia.